# شاهزاده راتانا
شاهزاده اوبول راتانا (تایلندی: อุบลรัตน؛ زادهٔ ۵ آوریل ۱۹۵۱) سیاستمدار اهل تایلند است.

## زندگینامه
شاهزاده راتانا، بزرگترین فرزند بومیپول آدولیاده، پادشاه پیشین تایلند و سیریکیت ملکه مادر است. وی در ۵ آوریل ۱۹۵۱ در لوزان سوییس  به دنیا آمد. او فارغ‌التحصیل ام آی تی است و در سال ۱۹۷۲ بعد از ازدواج با یک Peter Ladd Jensen آمریکایی، از القاب سلطنتی خود دست کشید. او بعد از طلاق در سال ۲۰۰۱ به تایلند بازگشت و در امور خاندان سلطنتی مشارکت کرد. شاهزاده راتانا یکی از سه فرزندش را در سونامی بزرگ آسیا در سال ۲۰۰۴ از دست داد. حزب «نجات ملت تایلند»، روز هشتم فوریه ۲۰۱۹ در اعلام کرد که شاهزاده راتانا را به عنوان نامزد نخست‌وزیری برای شرکت در انتخابات ۲۰۱۹ معرفی می‌کند.